# Giorgio Maniace
Giorgio Maniace (in greco medievale: Γεώργιος Μανιάκης - Georgios Maniaces, Maniakis o Maniaches; Macedonia, 998 – Tessalonica, 1043) è stato un generale bizantino.
Fu magistros, strategos col grado di autokrator (στρατηγὸς αὐτοκράτωρ) e catapano d'Italia. Con l'ascesa al trono di Costantino IX Monomaco, maturò l'idea, poi messa in atto, di usurpare il trono di Bisanzio. Nelle saghe scandinave (in particolare nella saga norvegese di Heimskringla) è noto come Gyrgir.

## Biografia
Giorgio Maniace era nato nell'ultimo quarto del X secolo (forse nel 998) in Macedonia, figlio di Goudelios, forse discendente di una famiglia nobiliare dell'Asia Minore o probabilmente homo novus. Armeno di origine, sposò la nobildonna Teopapa, della famiglia Crisafo, proveniente dalla regione tessalo-macedonica e da lei ebbe un figlio chiamato Crisafo Maniace, i cui discendenti si imparentarono con la casata reale degli Altavilla.

### La campagna in Oriente (1029-1032)

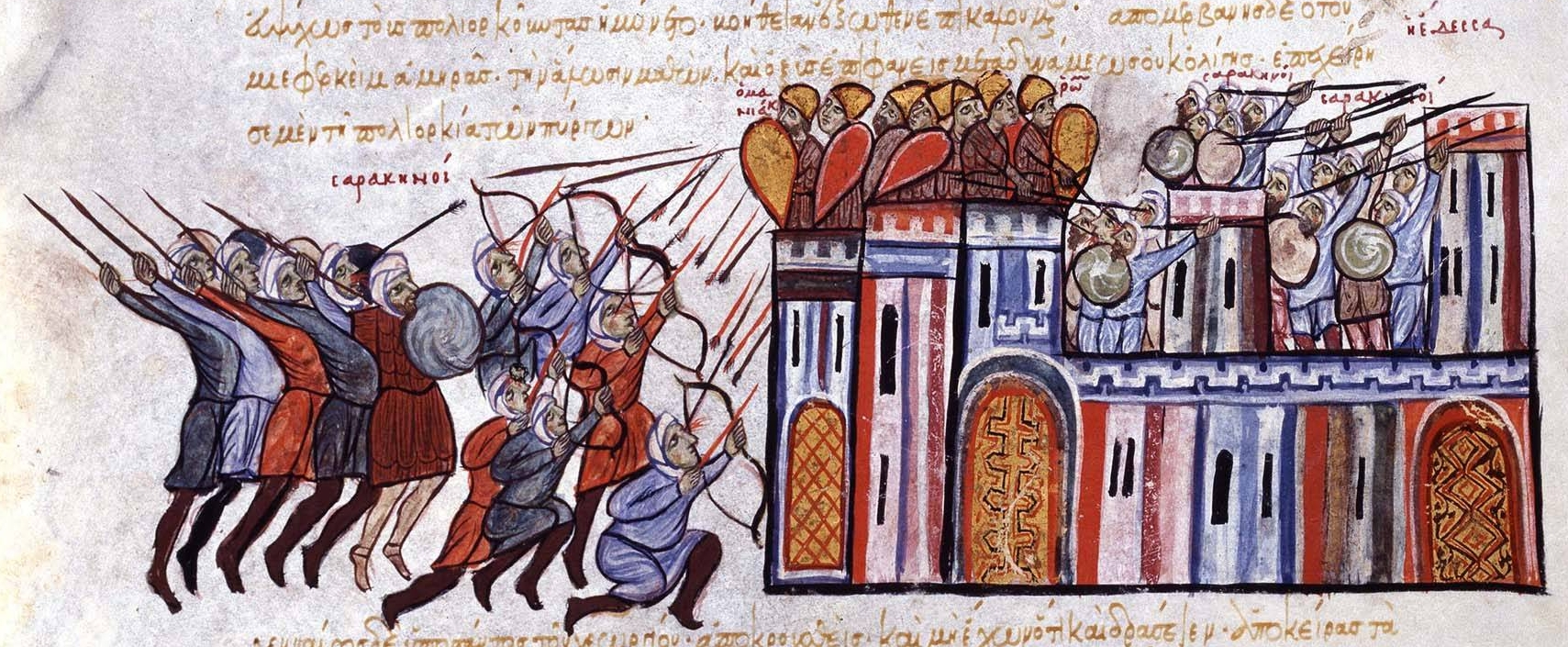
La conquista di Edessa da parte di Giorgio Maniace. Illustrazione dalla cronaca di Giovanni Scilitze.

Nel 1029 o 1030 fu nominato protospatario e stratego del thema taurico di Teluch (al confine anatolico-siriano). In questo periodo le province orientali erano agitate dalla campagna condotta da Romano III Argiro con il fine di annettere l'emirato di Aleppo. Romano aveva già effettuato tale tentativo l'anno precedente (1030), ma era stato gravemente sconfitto ad Azaz. L'operazione riuscì a Giorgio Maniace, che riconquistò Aleppo ed il territorio limitrofo, e Romano poté constatarne le doti militari.
Promosso stratego delle città dell'Eufrate, nel 1032 riconquistò Edessa ai turchi selgiuchidi, opera, sotto il profilo militare, molto difficile, data la posizione collinare della città (tale impresa in passato era riuscita solamente a Giovanni I Zimisce). Successivamente fondò nelle vicinanze di Edessa la città di Romanopoli in onore dell'imperatore Romano III. Fu nominato quindi catapano del Vaspurakan (col rango patriziale) e dopodiché venne spostato sul fronte occidentale.
Quando rientrò a Costantinopoli, invece di essere accolto con gli onori che ci si sarebbe attesi per un generale vittorioso, l'imperatore ordinò alle guardie variaghe di arrestarlo. Maniace fu processato davanti al senato di Bisanzio con accuse false da parte dell'Imperatore, forse nate da gelosia per la sua fama; il senato tuttavia non trovò colpe in Maniace, pertanto lo assolse. Il generale fu però allontanato dalla corte bizantina.

### La spedizione in Sicilia del 1038

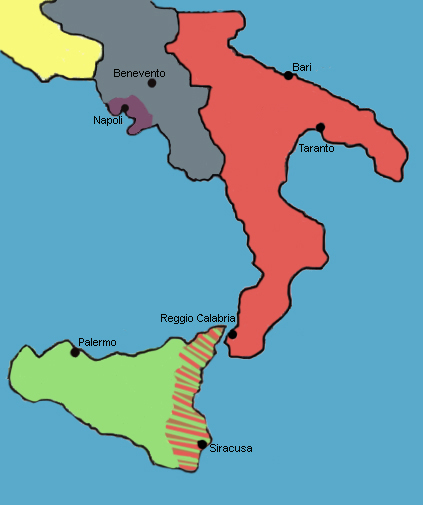
Le conquiste di Giorgio Maniace in Sicilia tratteggiate in rosso.

Venuto a conoscenza dei disordini scoppiati nella Sicilia musulmana, il basileus bizantino Michele IV il Paflagone ritenne conveniente, su sollecitazione degli stessi fuggiaschi kalbiti (membri della dinastia islamica decaduta di Sicilia), di preparare una campagna di conquista, riesumando i progetti di annessione dell'Italia del grande Basilio II Bulgaroctono. Michele IV mise al comando della spedizione bizantina Stefano il Calafato, suo cognato.
Zoe, moglie di Michele IV, consigliò a quest'ultimo di porre al comando il generale Maniace, che alla corte bizantina era caduto in disgrazia dopo la conquista di Edessa a causa della gelosia imperiale. Michele IV si fece convincere dalla moglie, anche se Maniace doveva condividere il comando (col titolo di stratego autokràtor, στρατηγὸς αὐτοκράτωρ, ovvero di generale supremo) con Stefano, al comando dell'unità di marina (ἄρχων τοῦ στόλου) responsabile del trasbordo dell'esercito e Costantino Chagé, stratega del tema dei Cibirreoti. L'esercito era composto da truppe regolari (tra cui le milizie provinciali di Puglia e Calabria, nonché Armeni, Pauliciani e Macedoni), da 500 guardie variaghe guidate da Harald Hardrada (futuro re di Norvegia), truppe guidate da Arduino, arruolate con la forza in Puglia (i cosiddetti Konteratoi), scarsamente convinti della missione, nonché da 300 normanni (concessi da Guaimario IV di Salerno, vassallo di Bisanzio), questi ultimi comandati da Guglielmo d'Altavilla (detto Braccio di Ferro) e Drogone di Altavilla (fratello di Guglielmo).
La spedizione salpò dalla Penisola balcanica all'inizio dell'estate del 1038 secondo le fonti locali, più tardi secondo Scylitzes. La missione usò come testa di ponte la base di Reggio Calabria e, verso la fine dell'estate del 1038, sbarcò in Sicilia, dove in brevissimo tempo occupò di Messina. Dopo un'altra vittoria a Rhemata (oggi Rometta), a ca. 30 km da Messina, successivamente la spedizione si diresse verso l'antica capitale bizantina dell'isola, Siracusa, che resistette fino al 1040, prima di cadere nelle mani dei bizantini. Una sconfitta colse ancora gli arabi per mano dei bizantini a Drangina (1040).

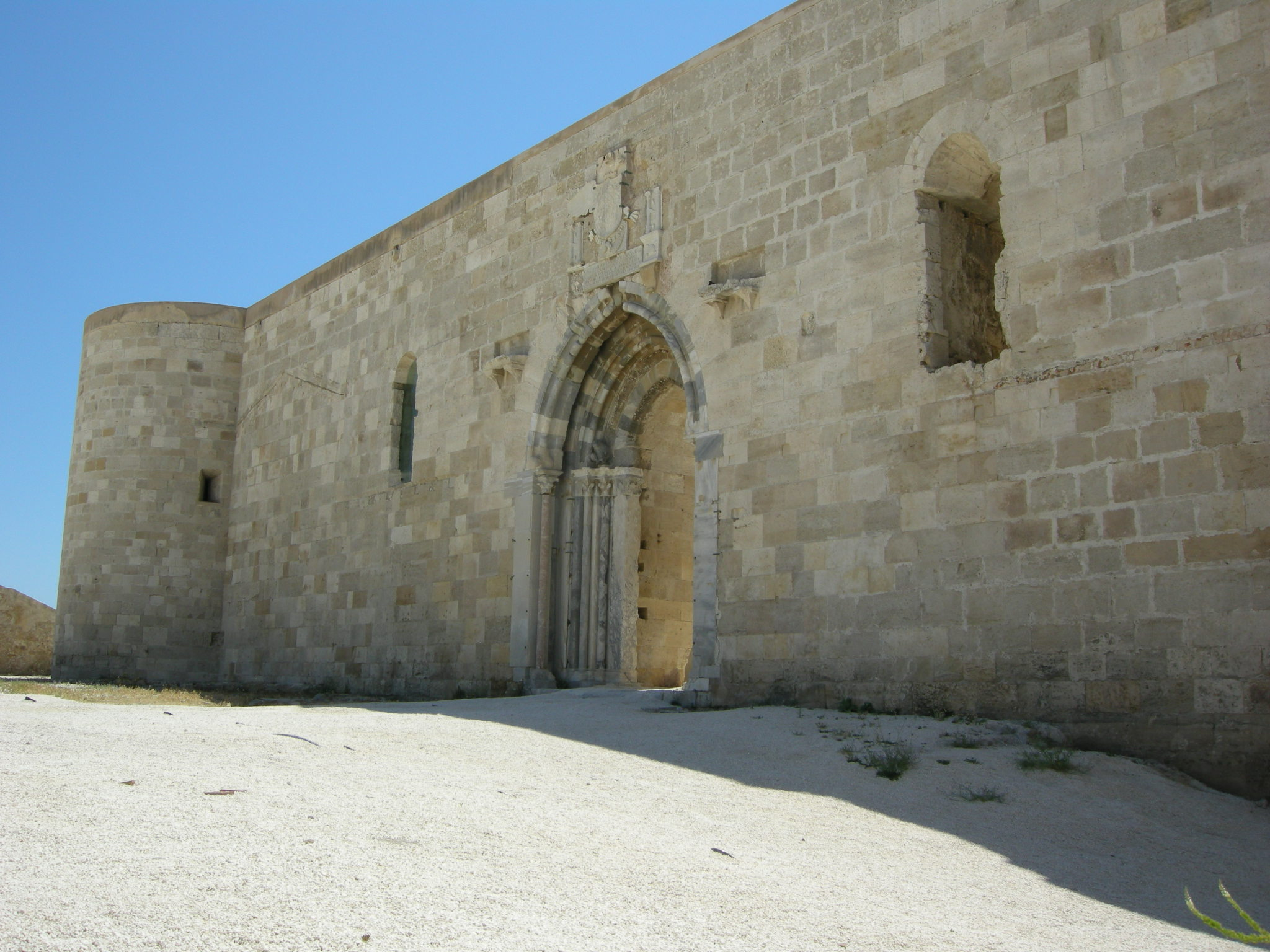
Veduta del Castello Maniace a Ortigia (Siracusa). Nella foto l'entrata al maniero.

Maniace fu l'unico condottiero che riuscì, prima dei Normanni, a sottrarre seppur temporaneamente (sino probabilmente al 1043) la città ai saraceni ("Cartaginesi", come i Fatimidi erano chiamati nell'opera di Scilitze). Anche il trafugamento dalle reliquie di Sant'Agata avvenuto durante l'XI secolo avvenne probabilmente per mano della stessa spedizione. Sembra che Maniace abbia tentato anche un assalto a Malta, in base all'interpretazione di una certa fonte araba.
Nonostante le continue vittorie che stava conquistando sul campo, il morale dell'esercito era però basso a causa dei conflitti fra Giorgio Maniace e Stefano Calafato. Maniace aveva una pessima considerazione di Stefano. Nel 1040 tra Randazzo e Troina sconfisse le truppe musulmane di ʿAbd Allāh, figlio dell'Imām/califfo di Qayrawan. Nei pressi del luogo della battaglia, venne fondata l'abbazia di Santa Maria di Maniace, chiamata anche castello Maniaci di Bronte o Ducea Maniace. ʿAbd Allāh, pur sconfitto, riuscì a mettersi in salvo forse per un errore strategico di Stefano, che si rifiutò d'affrontarlo. Per questo fatto Maniace si adirò nei confronti di Stefano, scagliandosi con violenza contro di lui. Stefano a sua volta lo accusò di tradimento e Maniace, richiamato a Costantinopoli, fu immediatamente incarcerato. Michele Psello ipotizza che l'improvviso richiamo di Maniace sia da spiegare col timore delle autorità imperiali che tutta la Sicilia potesse finire nelle mani del formidabile - dunque pericoloso - guerriero.
La partenza di Maniace fu un duro colpo per la spedizione bizantina, infatti in breve il lombardo Arduino si ribellò, per dei contrasti riguardanti la ricompensa, e durante questa rivolta Stefano fu ucciso in battaglia. Il comando delle truppe fu preso allora dall'eunuco Basilio che non riuscì a controllare la situazione e, con la spedizione in piena crisi, si trovò costretto ad abbandonare la Sicilia. Intanto in Puglia la situazione andava rapidamente degenerando: i longobardi si erano rivoltati e la marina bizantina si era ammutinata, appoggiando l'insurrezione guidata da Argiro. Con l'esercito bizantino impegnato a soffocare la rivolta, gli Arabi tornarono a impossessarsi della Sicilia, tranne Messina.

### La seconda spedizione nel catapanato d'Italia (1042)

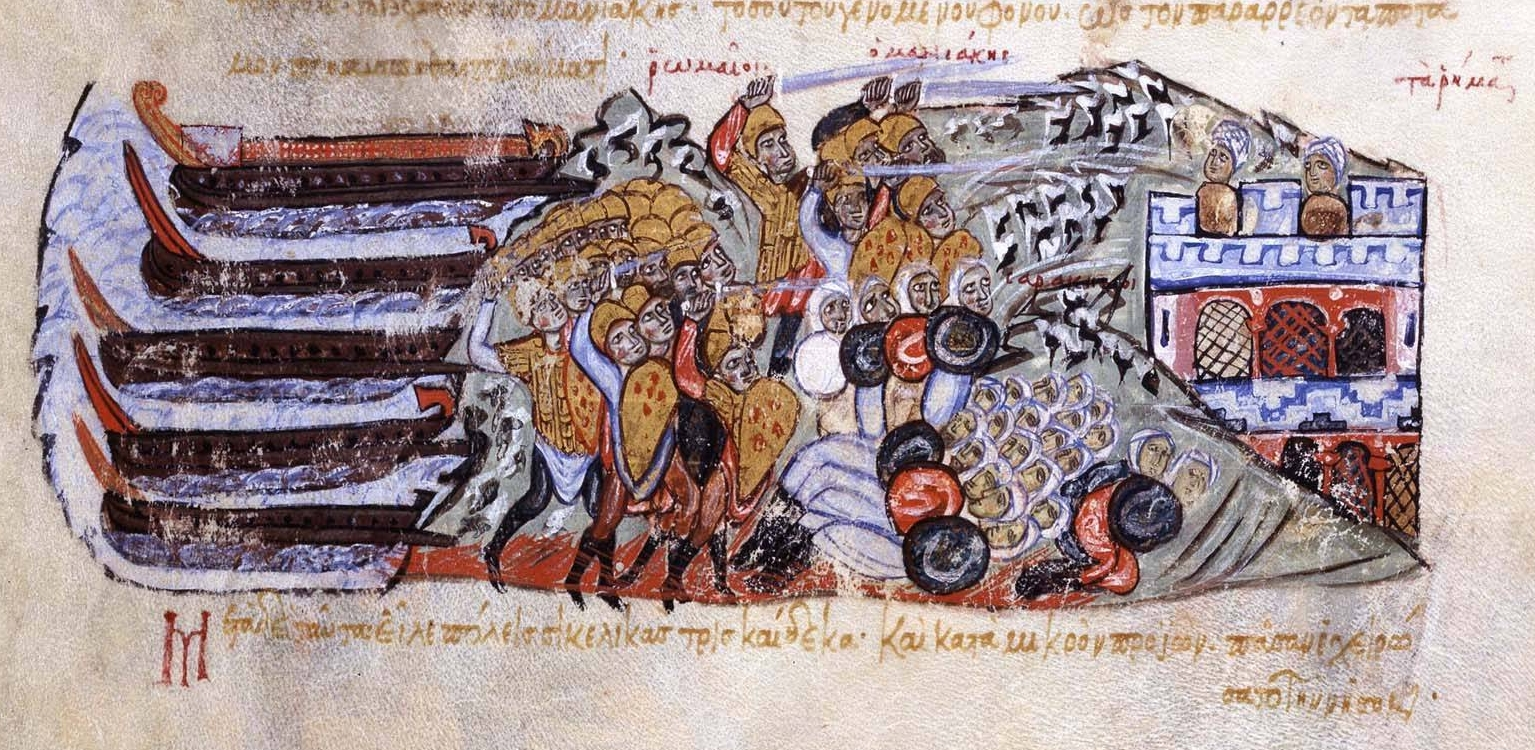
Immagine rappresentante l'esercito bizantino, comandato da Giorgio Maniace, che sbarca in Sicilia. Illustrazione dalla cronaca di Giovanni Scilitze.

Il 20 aprile 1042, l'imperatore Michele V il Calafato fu rovesciato e tornò al potere la famiglia macedone, sotto la guida della basilissa Zoe Porfirogenita, che immediatamente ordinò di liberare dalla prigione Giorgio Maniace. L'imperatrice ordinò al generale di tornare in Italia, inviandolo nelle terre bizantine sottoposte al catapanato di Bari. Maniace aveva il compito di stroncare non più le forze dei musulmani, ma quelle latine, insorte col sostegno di milizie normanne (comandate dallo stesso Arduino, all'epoca topoterete di Melfi, da Guimario e da Guglielmo "Braccio di Ferro", che avevano appoggiato i Bizantini in Sicilia) nel 1041, riuscendo a sottrarre loro Venosa, Monte Maggiore e Monte Siricolo. Fu quindi nominato dall'imperatrice catapano d'Italia, comprendente tutta l'Italia bizantina, venendogli attribuito il titolo di magistros (μάγιστρος) e strategos autokrator (στρατηγὸς αὐτοκράτωρ).
Quando Maniace tornò in aprile nel sud Italia, sbarcato a Taranto, si rese conto che la situazione era completamente ribaltata. Di tutte le conquiste che egli aveva fatto in Sicilia i Bizantini erano riusciti a conservare solamente la città di Messina, mentre il potere dei Normanni stava aumentando e l'intera Puglia appariva in rivolta. La spedizione di Maniace andò quindi incontro al fallimento, non riscendo a risolvere l'emergenza normanna, ormai esacerbatasi a tal punto da essere riuscita a occupare l'intera provincia. Maniace si rese responsabile inoltre di un operato drastico e crudele. I suoi massacri e gli abusi compiuti a Matera e a Monopoli nel giugno del 1042 avevano gettato un'ombra sulle sue gesta e l'avevano reso fortemente ostile alla popolazione locale.
Un nuovo intrigo a corte segnò l'ennesimo giubilamento di Maniace. Un parente dell'imperatrice, Romano Sclero, che deteneva possedimenti in Anatolia confinanti con quelli di Maniace, intendeva impossessarsi anche di quelli del generale, e difatti già da anni erano in corso forti dissidi personali tra i due. Tali notizie arrivarono in Italia a Maniace, il quale si trovava nell'impossibilità di abbandonare il paese. Pare che Costantino IX, intanto subentrato al trono di Bisanzio sposando Zoe, abbia prestato sostegno alle pretese di Romano.

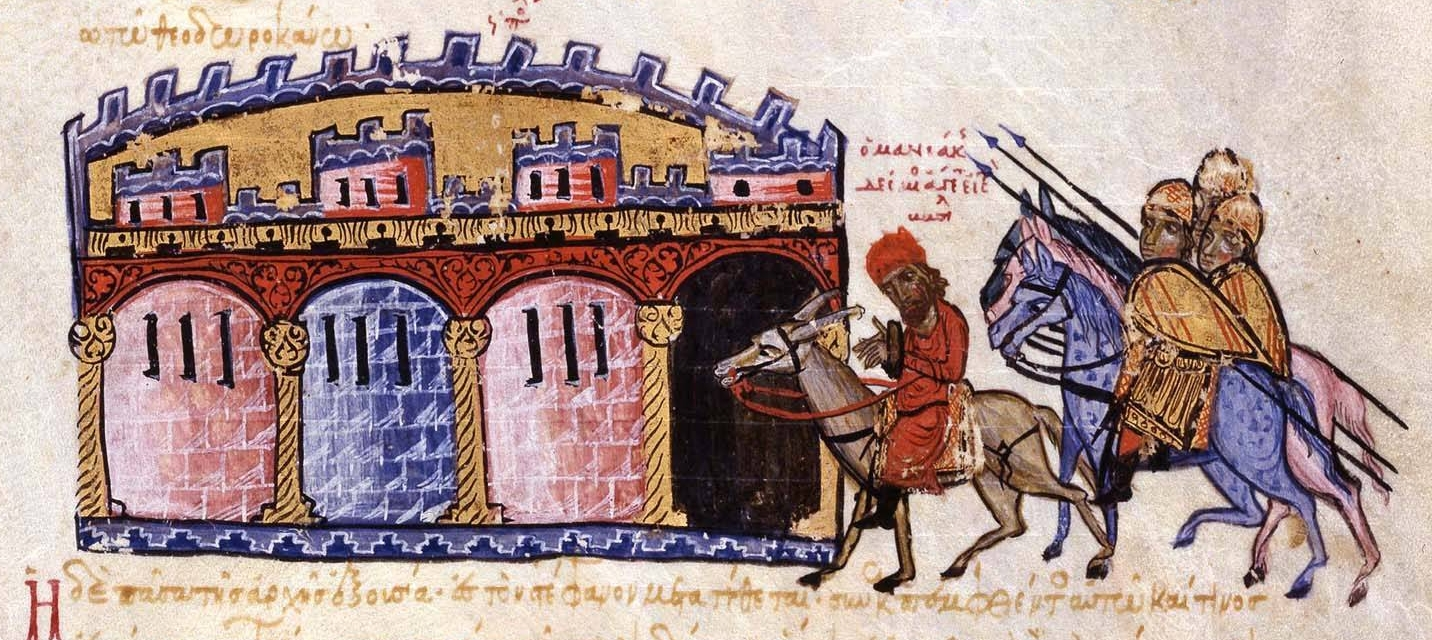
La cattura di Giorgio Maniace, dalla cronaca di Giovanni Scilitze (f 213 v.). In realtà Maniace non fu catturato, ma morì in battaglia contro il sebastoforo Stefano.

Costantino ordinò quindi nel settembre del 1042 a Romano di andare a sostituire il generale nel comando in Italia. Un'altra interpretazione del nuovo sollevamento dall'incarico di comandante supremo di Maniace spiega la decisione di Costantino col fatto che la sua gestione estremamente dura dell'ordine pubblico in Puglia avrebbe reso inviso il potere bizantino in queste zone. In particolare poteva stare fortemente a cuore della corte imperiale la necessità di ristabilire il dialogo con Argiro, divenuto pedina fondamentale per la politica antinormanna dopo la riconciliazione con Bisanzio.
Dopo aver appreso la notizia della nuova destituzione, Maniace, atteso l'arrivo di Pardo, il nuovo catapano, a Otranto, lo eliminò, nonostante che questi portasse con sé una grossa somma di oro; dopodiché si accampò in città con l'esercito nel settembre 1042. Qui respinse le richieste di pace di un'ambasceria composta dall'arcivescovo di Bari e dal protospatario Tubakes, inviata per conto dell'imperatore, in un estremo tentativo di conciliazione. Ma, deciso a risolvere con la forza delle armi il conflitto con la corte imperiale e forte dell'appoggio dell'esercito, che lo adorava, si fece nominare addirittura basileus dei Romaioi tra il 12 giugno e il settembre del medesimo anno, mettendosi in marcia verso Costantinopoli, con il proposito di detronizzare Costantino IX.

### La ribellione e la morte
Sbarcò a Durazzo nel febbraio 1043, diretto verso Costantinopoli per la via Egnatia. È probabile che Maniace intendesse coordinare il suo attacco con un altro messo in atto dai Russi, che si presentarono infatti dinanzi a Costantinopoli in estate. Si mosse così alla volta della Macedonia, dopodiché presso Ostrovo (Bulgaria), affrontò l'esercito bizantino fedele all'imperatore legittimo. A quanto pare Costantino, che non disponeva di truppe nei dintorni di Costantinopoli, evitò di reclutare nuove leve e assoldare mercenari che avrebbero potuto facilmente defezionare. Stava per sbaragliare l'esercito dell'imperatore guidato dal sebastoforo Stefano Pergameno, quando, sul termine della battaglia, morì inopinatamente (1043). La sua testa, infilzata su una picca, fu portata come trofeo a Costantinopoli.

## Aspetto fisico e carattere
Maniace è descritto dalle fonti come di alta statura e solida costituzione, quasi come fosse un gigante. Probabilmente era orbo da un occhio (se si presta fede a come viene rappresentato in una miniatura dello Scilitze di Madrid). Michele Psello nella sua opera più grande e di maggior prestigio, la Chronographia (Χρονογραφία), descrive Maniace come alto dieci piedi, non di bell'aspetto, con una voce dura, due grandi mani, e come un uomo grintoso ed un perfetto guerriero. Aveva fama, tuttavia, di esercitare il comando con piglio brutale, spesso ricorrendo alla violenza, a danno tanto dei suoi fedeli ufficiali, quanto dei suoi soldati. La sua fama era talmente grande da essere temuto anche dai nemici che non l'avevano mai visto in azione. Pare usasse combattere in prima fila con i suoi uomini.